# Ilm (conocimiento)
'Ilm o I'lm, transliteración del término árabe علم, significa conocimiento, saber o ciencia.  Si bien Al 'ilm puede significar «ciencia» en el árabe moderno, en ámbitos religiosos designa casi exclusivamente el conocimiento del Corán. El Corán alienta a la adquisición de todo conocimiento y, por ende, incentiva su propia lectura y su propio estudio, por un principio de circularidad y de auto-referencia característico del pensamiento islámico.

## Ilm en la tradición
Por lo general en la tradición islámica se ha intentado sintetizar razón con revelación, incentivando el estudio de la naturaleza. El conocimiento adquirido por la razón humana y el proporcionado por el Corán se han considerado complementarios: ambos son "signos de Dios" que les permiten a los hombres estudiar y entender la naturaleza.
Según algunos eruditos, no obstante, hay un 'Ilm infuso más allá de la razón. El místico sufí Ben Arabi (1165 -1240), por ejemplo, distinguió tres niveles de conocimiento. En primer lugar, está el conocimiento basado en la razón (‘ilm al-‘aql), obtenido por reflexión. En segundo lugar, se encuentra el conocimiento basado en estados (‘ilm al-ahwal), que podríamos llamar empírico. Ben Arabi da como ejemplos la dulzura de la miel, la amargura del aloe y el placer de las relaciones sexuales, cualidades que no podemos conocer sin «saborearlas». En tercer y último lugar, está el conocimiento de los misterios (‘ulum al-asrar), a veces denominado gnosis (ma‘rifa), el cual es específico de los profetas y hombres santos. Es totalmente inútil intentar adquirir este tercer tipo de conocimiento dado que para la mayoría de los mortales permanece oculto, sólo se recibe cuando se infunde una luz divina en los corazones de aquellos que están predispuestos a recibirla. Este conocimiento incluye el conocimiento de primer grado, salvo que no se adquiere por reflexión, y el de segundo grado, abarca todo a excepción de la esencia incognoscible.

## Algunas ocurrencias del término en el Corán

### Sura 6
(الأنعام, al-an`ām, «Los rebaños»)
- verso 148 :
سَيَقُولُ الَّذِينَ أَشْرَكُواْلَوْ شَاء اللّهُ مَا أَشْرَكْنَا وَلاَ آبَاؤُنَا وَلاَ حَرَّمْنَا مِن شَيْءٍكَذَلِكَ كَذَّبَ الَّذِينَ مِن قَبْلِهِم حَتَّى ذَاقُواْ بَأْسَنَاقُلْ هَلْ عِندَكُم مِّنْ عِلْمٍ فَتُخْرِجُوهُ لَنَا إِن تَتَّبِعُونَ إِلاَّالظَّنَّ وَإِنْ أَنتُمْ إَلاَّ تَخْرُصُونَ«Los asociadores dirán: "Si Allah hubiera querido, no habríamos sido asociadores, ni tampoco nuestros padres, ni habríamos declarado nada ilícito". Así desmintieron sus antecesores, hasta que gustaron Nuestro rigor. Di: "¿Tenéis alguna ciencia que podáis mostrarnos?" No seguís sino conjeturas, no formuláis sino hipótesis.»

### Sura 7
(الأعراف, al-a`rāf, «Los lugares elevados»)
- verso 7: فَلَنَقُصَّنَّ عَلَيْهِم بِعِلْمٍ وَمَا كُنَّا غَآئِبِينَ«Les contaremos, ciertamente, con conocimiento (lo que hicieron). No estábamos ausentes.»